# Pietro Pisani (politico)
Pietro Pisani (Piacenza, 30 giugno 1953) è un politico italiano.

## Biografia

### Attività politica

#### Elezione a senatore
Segretario provinciale della Lega Nord a Piacenza, artigiano in pensione, storico esponente del Carroccio, è stato eletto per la prima volta al Senato nel collegio di Piacenza nella circoscrizione in Emilia-Romagna alle elezioni politiche del 4 marzo 2018. Il 29 ottobre dello stesso anno entra in carica come consigliere comunale di Piacenza, ricoprendo tale funzione fino al 2022.